# Кирххајм (Хесен)
Кирххајм (њем. Kirchheim) општина је у њемачкој савезној држави Хесен. Једно је од 20 општинских средишта округа Херсфелд-Ротенбург. Према процјени из 2010. у општини је живјело 3.751 становника. Посједује регионалну шифру (AGS) 6632011.

## Географски и демографски подаци
Кирххајм се налази у савезној држави Хесен у округу Херсфелд-Ротенбург. Општина се налази на надморској висини од 244 метра. Површина општине износи 50,6 km². У самом мјесту је, према процјени из 2010. године, живјело 3.751 становника. Просјечна густина становништва износи 74 становника/km².